# Municipio de Superior (condado de Osage)
El municipio de Superior (en inglés: Superior Township) es un municipio ubicado en el condado de Osage en el estado estadounidense de Kansas. En el año 2010 tenía una población de 305 habitantes y una densidad poblacional de 3,25 personas por km².

## Geografía
El municipio de Superior se encuentra ubicado en las coordenadas 38°38′57″N 95°46′43″O / 38.64917, -95.77861. Según la Oficina del Censo de los Estados Unidos, el municipio tiene una superficie total de 93.79 km², de la cual 93,59 km² corresponden a tierra firme y (0,21 %) 0,2 km² es agua.

## Demografía
Según el censo de 2010, había 305 personas residiendo en el municipio de Superior. La densidad de población era de 3,25 hab./km². De los 305 habitantes, el municipio de Superior estaba compuesto por el 97,38 % blancos, el 0,33 % eran asiáticos, el 0,98 % eran isleños del Pacífico, el 0,33 % eran de otras razas y el 0,98 % eran de una mezcla de razas. Del total de la población el 2,3 % eran hispanos o latinos de cualquier raza.